# 劉坦 (光緒進士)
劉坦（？—？），山東省武定府蒲臺縣人，清朝政治人物、同進士出身。
光緒十八年（1892年），参加光緒壬辰科殿試，登進士三甲160名。同年五月，著交吏部掣签分发各省，以知县即用。